# Diócesis de Funay
La diócesis de Funay (en latín: Dioecesis Funayensis y en japonés: 府内) fue una circunscripción eclesiástica de la Iglesia católica en Japón. Se trataba de una diócesis latina, sufragánea de la arquidiócesis de Goa. Fue suprimida de hecho circa 1660.

## Territorio y organización
La diócesis extendía su jurisdicción sobre los fieles católicos de rito latino residentes en el archipiélago japonés.
La sede de la diócesis se encontraba en la ciudad de Funay (actual Ōita) en la isla Kyūshū, que era la capital de la provincia de Bungo.

## Historia

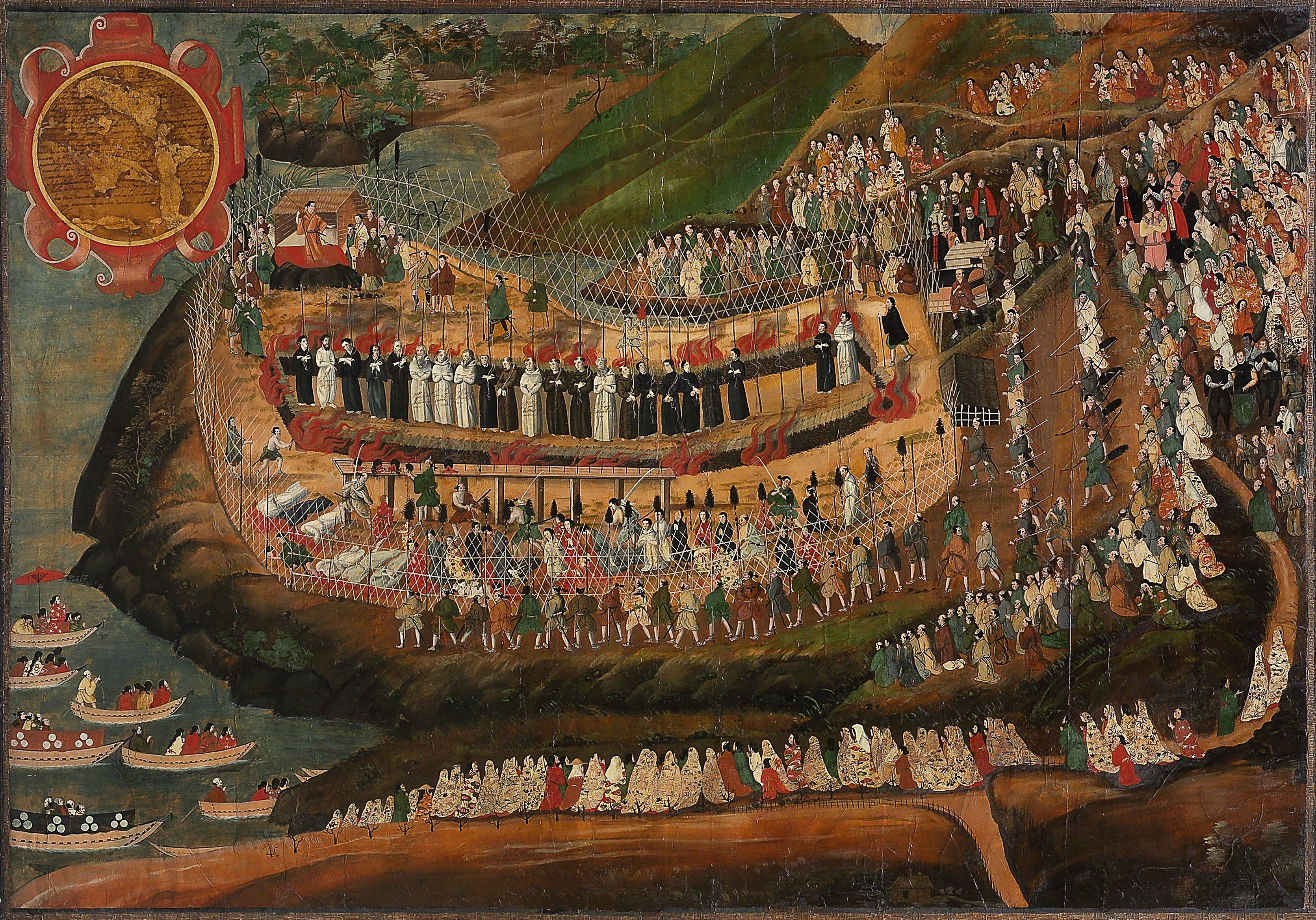
Los 26 mártires de Japón

En abril de 1549 Francisco Javier, junto a sus compañeros Cosme de Torres y Juan Fernández y el traductor Anjirō, partió de la península de Malaca llegando el 15 de agosto de 1549 a Japón. Desembarcaron en Kagoshima, entonces capital del reino Sur del Japón, ubicada en la isla de Kyūshū, en donde las autoridades niponas no les pusieron ninguna traba. Francisco Javier permaneció en esta ciudad durante un año y en tierras japonesas durante dos años y tres meses, creando una pequeña comunidad católica en Hirado. Funay fue visitada entre septiembre y noviembre de 1551 por Francisco Javier, quien estableció allí una comunidad cristiana dirigida por un grupo de misioneros jesuitas. Funay se convirtió en el centro de evangelización del archipiélago japonés.
En 1586 el ejército de Shimazu Yoshihisa atacó la provincia de Bungo y destruyó todas las iglesias. No obstante las misiones cristianas comenzarían a encontrar dificultades para expandirse por Japón después de que el daimio Toyotomi Hideyoshi dictara el Bateren tsuihō rei, o Edicto de Prohibición del Cristianismo, el 24 de julio de 1587. Se desató entonces en Japón una feroz persecución contra los cristianos, que conducirá a la casi desaparición de la religión católica en el país en el espacio de una década.
La diócesis fue erigida por el papa Sixto V el 19 de febrero de 1588 separando territorio de la diócesis de Macao. El derecho de patronato (Padroado) correspondía a los reyes de Portugal, siendo sufragánea de la arquidiócesis de Goa.
Sebastião de Morais de Funchal, provincial de los jesuitas de Portugal, encontró la muerte en Mozambique en su camino hacia el Lejano Oriente. Pedro Martins llegó a Nagasaki en agosto de 1596, pero en marzo del año siguiente es mencionado en documentos en Macao y murió en el mar tratando de regresar a Japón. 
El 5 de febrero de 1597 fueron crucificados en Nagasaki 26 cristianos (6 franciscanos, 3 jesuitas y 17 japoneses), los cuales son conocidos como los 26 mártires de Japón. 23 de ellos fueron beatificados el 15 de septiembre de 1627 y los 3 jesuitas (Pablo Miki, Juan Soan de Gotó y Diego Kisai) en 1629. Los 26 fueron canonizados el 10 de junio de 1862 por el papa Pío IX.
Luis Cerqueira, obispo coadjutor de Martins, desembarcó en Nagasaki el 5 de agosto de 1598 y parece haber muerto allí. Finalmente Diego Correia Valente llegó a Macao en noviembre de 1619. 
En 1614 el shōgun Tokugawa Ieyasu, gobernante de Japón, prohibió el cristianismo con otro edicto y prohibió a los cristianos japoneses practicar su religión. El 14 de mayo de ese año se realizó la última procesión por las calles de Nagasaki, que tocó siete de las once iglesias existentes en la ciudad; todas fueron demolidas posteriormente. En 1622 el agustino Pedro Manrique de Zúñiga y Velasco, el dominico Luís Flores y 13 compañeros fueron martirizados.
El 11 de septiembre de 1626 Correia Valente recibió órdenes de Congregación de Propaganda Fide para preparar los cursos necesarios para la formación de un clero japonés. Sin embargo, ya desde 1587 se había desatado en Japón una feroz persecución contra los cristianos, que llevó a la casi desaparición de la religión en una década. Esto impidió al obispo llegar a su sede, y confió el gobierno de su diócesis a Francisco Pacheco, quien ya había sido colaborador de Luis Cerqueira. Pacheco fue capturado en 1625 y quemado en la hoguera junto con otros mártires en Nagasaki el 20 de junio de 1626. Fueron beatificados por el papa Pío IX en 1867.
En 1637 ocurrió el martirio de los tomasianos, que eran dominicos del colegio de Santo Tomás de Manila: Lourenço Ruiz, António Gonzalez, Domingos Ibáñez de Erquicia, Jacobo Kyushei Tomonaga y otro 13 compañeros.
En 1639 el Shogunato Tokugawa implementó el Sakoku, que fue una política de relaciones exteriores en donde nadie, fuera extranjero o japonés, podía entrar al país, o salir de él, bajo pena de muerte. Fueron expulsados de Japón todos los extranjeros europeos, particularmente los comerciantes y misioneros católicos provenientes de España y Portugal que habían llegado a las islas japonesas en gran número durante la segunda mitad del siglo XVI. 
La persecución diezmó la población católica de la diócesis y se hizo cada vez más difícil para los occidentales poner un pie en el país. Después de Correia Valente, la Santa Sede nombró administradores apostólicos, que sin embargo entraron en conflicto con las autoridades portuguesas. El primero de ellos fue el conventual italiano Francesco Antonio Frascella, obispo titular de Mira, que estuvo mucho tiempo recluido en semilibertad en Goa: desde allí escribió una carta pastoral a los cristianos japoneses.
La diócesis fue suprimida de facto circa 1660, ya que ningún misionero más pudo pisar el país hasta mediados del siglo XIX. Desde 1630 continuó existiendo, sin embargo, una comunidad oculta de cristianos que se conoce como Kakure kirishitan, que salió a la luz al restablecerse la libertad religiosa en 1873.

## Episcopologio
- Sebastião de Morais de Funchal, S.I. † (19 de febrero de 1588-19 de agosto de 1588 falleció)
- Pedro Martins, S.I. † (17 de febrero de 1592-18 de febrero de 1598 falleció)
- Luis Cerqueira, S.I. † (18 de febrero de 1598 por sucesión-15 de febrero de 1614 falleció)
- Diego Correia Valente, S.I. † (8 de enero de 1618-28 de octubre de 1633 falleció)
  - Francesco Antonio Frascella, O.F.M.Conv. † (26 de febrero de 1638-1653 falleció) (administrador apostólico)
  - Diego Luis † (1641-1649 falleció) (no confirmado)
  - André Fernandes † (29 de marzo de 1649-?) (no confirmado)